# Быков, Александр Михайлович (вице-губернатор)
Александр Михайлович Быков (1812—1878) — вице-губернатор Пермской, Полтавской и Тульской губерний. Действительный статский советник.

## Биография
Родился в 1812 году.
С 30 июля 1830 года — на государственной службе.
В 1860 году в Пермской губернии был сменено руководство: 7 сентября военным губернатором стал А. Г. Лашкарёв, а вице-губернатором — М. М. Кониар, который по неизвестной причине должность не принял и 9 декабря того же года вице-губернатором был назначен статский советник А. М. Быков. Спустя год, 5 декабря 1861 года он был произведён в действительные статские советники. В начале 1864 года был переведён на ту же должность в Полтавскую губернию.
Затем, в течение почти десяти лет, с 21 октября 1866 по 19 марта 1876 года (вышел в отставку) был вице-губернатором Тульской губернии. Т. А. Кузминская вспоминала:

Сошлась я с семьей вице-губернатора Быкова. Там были три барышни — моложе меня и моих лет. Это был очень приятный дом. Почти все вечера, какие были свободны от балов и концертов, проводили у Быковых.— Моя жизнь дома и в Ясной Поляне: воспоминания / Т. А. Кузминская. — Л.: Издание М. и С. Сабашниковых, 1926. — Ч. 3. — С. 172.
Имел родовых 700 десятин земли в Самарской и Таврической губерниях; за женой числилось ещё 600 десятин земли в Рязанской губернии.
Умер в 1878 году.

## Награды
- орден Св. Анны 2-й ст. (1852)[1]
- орден Св. Владимира 3-й ст. (1864)
- орден Св. Станислава 1-й ст. (1866)
- орден Св. Анны 1-й ст. (1871; императорская корона к ордену — 1873)
- знак отличия беспорочной службы за XL лет